# Selezione bilanciante
Il termine selezione bilanciante o bilanciata si riferisce a una particolare forma di selezione naturale che favorisce il mantenimento di diversi alleli di uno stesso gene all'interno di una popolazione. Si parla di polimorfismo bilanciato quando la selezione bilanciata che agisce all'interno di una popolazione è in grado di mantenere una frequenza relativamente stabile di due o più forme fenotipiche.
Vi sono diversi meccanismi che possono concorrere all'instaurazione di un polimorfismo bilanciato: fra i principali, ricordiamo la predominanza (o il vantaggio eterozigote) e la selezione dipendente dalla frequenza. Una terza alternativa è l'eterogeneità ambientale.
Secondo il vantaggio eterozigote, un individuo eterozigote per un particolare locus è più adatto alla sopravvivenza di un individuo omozigote. È questo il caso della drepanocitosi (anemia falciforme), una malattia che comporta gravi deformazioni delle cellule sanguigne e porta spesso a un'aspettativa di vita inferiore alla norma. Gli individui che sono omozigoti per l'allele recessivo corrispondente a una certa proteina presente nell'emoglobina risultano affetti dal disturbo; al contrario, un individuo eterozigote sarà caratterizzato solo da lievi imperfezioni nella forma delle cellule sanguigne, che le rendono resistenti alla malaria. Questa forma di resistenza è favorita dalla selezione naturale nelle regioni tropicali, dove la diffusione della malaria (causata dal parassita Plasmodium falciparum) rende la situazione eterozigote molto favorevole dal punto di vista evolutivo. In questo modo le frequenze dei fenotipi omozigoti ed eterozigoti si mantengono relativamente stabili.
Il secondo importante meccanismo di preservazione di due o più forme fenotipiche è noto come selezione dipendente dalla frequenza: si tratta di un processo in cui il vantaggio evolutivo dato dalla presenza di un allele è collegato alla frequenza relativa di quell'allele nella popolazione di riferimento. Questo tipo di selezione è stato osservato nei serpenti di terra europei dagli studiosi Sheppard e Kwok, relativamente alla varietà dei colori e delle forme delle loro striature. Spesso la selezione dipendente dalla frequenza può essere legata a una forma di selezione sessuale.
Nel caso di eterogeneità ambientale, in cui cioè le condizioni ambientali variano rapidamente, anche i geni favoriti cambiano: è l'esempio della farfalla Biston betularia, che possiede sia gli alleli per la colorazione bianca sia quelli per la colorazione nera, in cui si osserva una predominanza dell'uno o dell'altro allele a seconda della stagione (il bianco è favorevole in quella invernale, in caso di neve).